# Кордильєрський адміністративний регіон
Кордильєрський адміністративний регіон (філ. Rehiyong Pampangasiwaan ng Cordiller; ілок. Rehion Administratibo ti Cordillera; позначається CAR) — регіон, адміністративна одиниця Філіппін на острові Лусон. Єдиний регіон без виходу до моря. Межує з регіоном Ілокос на заході і південному заході, з регіоном Долина Кагаян на півночі, сході та південному сході.
Регіон складається з шести провінцій: Абра, Апаяо, Бенґет, Іфугао, Калінга та Гірська провінція. Регіональним центром є високоурбанізоване місто Баґйо.
Регіон офіційно створений 15 липня 1987. Займає велику частину гірського масиву Центральна Кордильєра на Лусоні.

## Провінції
| Провінція         | Адміністративний центр | Населення (2010) | Площа        | Густота | Міст | Муніц. | Баранґаї | Кoординати                                                    |
| ----------------- | ---------------------- | ---------------- | ------------ | ------- | ---- | ------ | -------- | ------------------------------------------------------------- |
| Абра              | Бангед                 | 234 733          | 3 975,60 км2 | 59/км2  | 0    | 27     | 303      | 17°35′ пн. ш. 120°45′ сх. д. / 17.583° пн. ш. 120.750° сх. д. |
| Апаяо             | Кабугао                | 112 636          | 3 927,90 км2 | 29/км2  | 0    | 7      | 133      | 18°05′ пн. ш. 121°12′ сх. д. / 18.083° пн. ш. 121.200° сх. д. |
| Бенґет            | Ла Тринідад            | 722 620          | 2 826,59 км2 | 140/км2 | 1    | 13     | 140      | 16°30′ пн. ш. 120°40′ сх. д. / 16.500° пн. ш. 120.667° сх. д. |
| Іфугао            | Лагаве                 | 191 078          | 2 517,80 км2 | 76/км2  | 0    | 11     | 175      | 16°50′ пн. ш. 121°10′ сх. д. / 16.833° пн. ш. 121.167° сх. д. |
| Калінга           | Табук                  | 201 613          | 3 119,70 км2 | 65/км2  | 1    | 7      | 152      | 17°26′ пн. ш. 121°17′ сх. д. / 17.433° пн. ш. 121.283° сх. д. |
| Гірська провінція | Бонток                 | 154 187          | 2 097,30 км2 | 74/км2  | 0    | 10     | 144      | 17°05′ пн. ш. 121°10′ сх. д. / 17.083° пн. ш. 121.167° сх. д. |
| Всього            | Всього                 | 1 616 867        | 19 294 км2   | 84/км2  | 2    | 75     | 1 176    | 17°10′ пн. ш. 121°10′ сх. д. / 17.167° пн. ш. 121.167° сх. д. |
|                   |                        |                  |              |         |      |        |          |                                                               |

## Економіка
Економіка регіону включає різноманітні галузі: гірничодобувна промисловість (золото, мідь, срібло, цинк, пісок, гравій, сірка), сільське господарство, торгівля, туризм, експортна переробка. Вирощування овочевих культур добре розвинене в провінції Бенґет, вирощування рису в провінціях Іфугао та Абра, вирощування кукурудзи в Гірській провінції та провінції Калінга.